# Фіруза Аллахверен кизи Алієва
Фіруза Аллахверен кизи Алієва (азерб. Firuzə Allahverən qızı Əliyeva; 24 лютого 1912, Зангезурський повіт ?) - Радянський азербайджанський бавовник, Герой Соціалістичної Праці (1948).

## Біографія
Народилася 24 лютого 1912 року в селі Зарналі Зангезурського повіту Єлизаветпольської губернії (нині Зангеланський район Азербайджану).
З 1957 року – пенсіонер союзного значення.
У 1930—1956 роках колгоспниця, ланкова, бригадир колгоспу «Бакинський робітник» (колишній імені Молотова) Зангеланського району Азербайджанської РСР. 1947 року отримала врожай бавовни 99,8 центнерів з гектара на площі 3,5 гектарів.
Указом Президії Верховної Ради СРСР від 10 березня 1948 року за отримання у 1947 році високих урожаїв бавовни Алієвої Фірузе Аллахверен кизи присвоєно звання Героя Соціалістичної Праці з врученням ордена Леніна та золотої медалі «Серп і Молот».